# Poropoea longicornis
Poropoea longicornis är en stekelart som beskrevs av Gennaro Viggiani 1968. Poropoea longicornis ingår i släktet Poropoea och familjen hårstrimsteklar. Inga underarter finns listade i Catalogue of Life.